# دبلیو۵۴

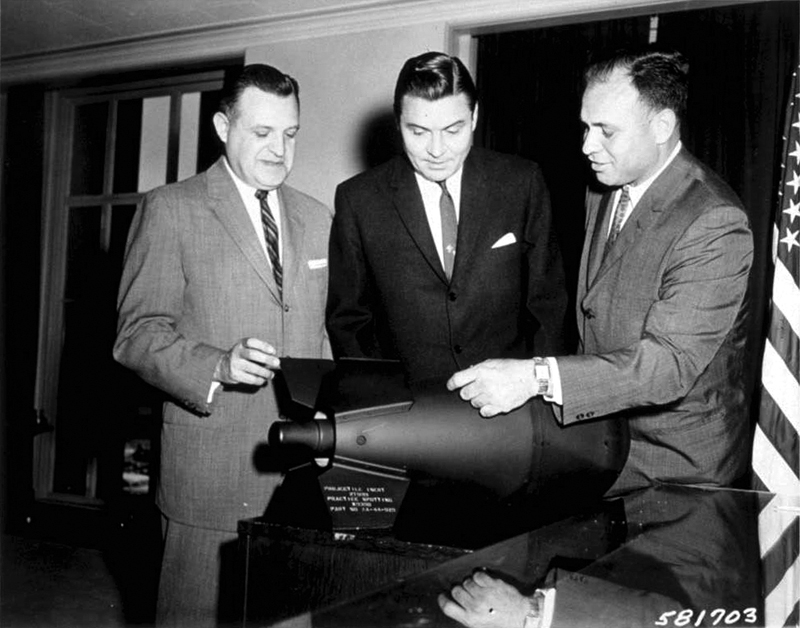
اندازهٔ کوچک بمب دبلیو۵۴ در این عکس کاملاً آشکار است.

دبلیو۵۴(به انگلیسی: W54) یکی از کوچکترین کلاهک‌های هسته‌ای ایالات متحدهٔ آمریکا بود. این بمب بسیار جمع و جور و کوچک بوده و نسبت به یک بمب هسته‌ای معمولی دارای بازده انفجاری بسیار پایینی بود. 